# قرار مجلس الأمن التابع للأمم المتحدة رقم 450
قرار مجلس الأمن التابع للأمم المتحدة رقم 450، المتخذ في 14 حزيران / يونيو 1979، بعد التذكير بالقرارات 425 (1978)، 426 (1978)، 427 (1978)، 434 (1978) و444 (1979) وبعد النظر في تقرير الأمين العام بشأن قوة الأمم المتحدة المؤقتة في لبنان (اليونيفيل)، أدان المجلس الهجمات التي تشنها إسرائيل على لبنان والتي أدت إلى نزوح المدنيين وتسببت في سقوط قتلى. ودعا إسرائيل إلى وقف أعمالها.
ثم كرر المجلس تأكيد أهداف القوة المحددة في القرارات 425 و426 و444 التي يجب تحقيقها. وأشاد القرار بعمل اليونيفيل، مضيفًا أنه يجب أن تتمتع بحرية الحركة والاتصالات لتنفيذ القرار. كما أعاد التأكيد على سريان اتفاقية الهدنة العامة بين إسرائيل ولبنان، داعياً الطرفين إلى إعادة تنشيط لجان الهدنة المختلطة، ومدد ولاية اليونيفيل حتى 19 كانون الأول 1979.
تم تبني القرار بأغلبية 12 صوتًا، بينما امتنعت تشيكوسلوفاكيا والاتحاد السوفيتي عن التصويت، ولم تشارك الصين.